# Dictynomorpha
Genre
Dictynomorpha est un genre d'araignées aranéomorphes de la famille des Dictynidae.

## Distribution
Les espèces de ce genre se rencontrent en Asie centrale.

## Liste des espèces
Selon World Spider Catalog (version 26, 12/07/2025) :
- Dictynomorpha daemonis Marusik, Esyunin & Tuneva, 2015
- Dictynomorpha strandi Spassky, 1939

## Systématique et taxinomie
Ce genre a été décrit par Spassky en 1939 dans les Dictynidae.

## Publication originale
- Spassky, 1939 : « Araneae palaearcticae novae. III. » Festschrift zum 60. Geburtstage von professor dr. Embrik Strand, vol. 5, p. 138-144.